# Доњи Трпуци
Доњи Трпуци су насеље у саставу Града Загреба. Налазе се у четврти Брезовица. До територијалне реорганизације у Хрватској налазили су се у саставу ужег подручја Града Загреба.

## Становништво
На попису становништва 2011. године, Доњи Трпуци су имали 428 становника.

## Попис1991.
На попису становништва 1991. године, насељено место Доњи Трпуци је имало 293 становника, следећег националног састава:
| Попис 1991.‍  | Попис 1991.‍  | Попис 1991.‍ | Попис 1991.‍ | Попис 1991.‍ |
| ------------ | ------------ | ----------- | ----------- | ----------- |
|              |              |             |             |             |
| Хрвати       | Хрвати       |             | 291         | 99,31%      |
| неопредељени | неопредељени |             | 2           | 0,68%       |
| укупно: 293  |              |             |             |             |